# Akasia
Akasia is een plaats in de Zuid-Afrikaanse provincie Gauteng en telt bijna 60.000 inwoners.